# Natale di morte
Natale di morte (titolo originale Christmas Party), pubblicato in Italia anche con il titolo Buon Natale Nero Wolfe e Festa di Natale, è la ventisettesima novella gialla di Rex Stout con Nero Wolfe protagonista.

## Storia editoriale
Il racconto fu pubblicato per la prima volta il 4 gennaio 1957 con il titolo di The Christmas-Party Murder sulla rivista Collier's Magazine (l'ultimo numero pubblicato prima della sua chiusura definitiva) e in formato libro nella raccolta And Four to Go nel 1958.

## Trama
Archie partecipa ad un party natalizio dopo aver fatto credere a Wolfe, durante uno dei loro abituali litigi, di avere intenzione di sposare Margot, una delle invitate. Il padrone di casa brinda al nuovo anno con un bicchiere di Pernod avvelenato con cianuro e il barman, travestito da Babbo Natale, che ha servito i cocktails scompare subito dopo l'omicidio.

### Personaggi principali
- Nero Wolfe: investigatore privato
- Archie Goodwin: assistente di Nero Wolfe e narratore di tutte le storie
- Saul Panzer: investigatore privato
- Kurt Bottweill: arredatore
- Margot Dickey, Cherry Quon, Alfred Kiernan, Emil Hatch: dipendenti di Kurt
- Perry Porter Jerome: socia di Kurt
- Leo Jerome: figlio di Perry
- Cramer: ispettore della Squadra Omicidi
- Purley Stebbins: sergente della Squadra Omicidi

## Critica
"Il periodo della metà degli anni cinquanta di novelle di buona qualità per Stout inizia ad affievolirsi con la pubblicazione di Christmas Party [...] La storia si apre con un litigio domestico tra Wolfe e Archie meravigliosamente descritto. Il MacGuffin da quel punto in poi è una discutibile licenza di matrimonio. Archie partecipa a una festa dell'ufficio di una piccola compagnia di decorazioni d'interni. Mentre Santa Claus sta facendo da barman, il direttore della compagnia beve un drink avvelenato. Per via del suo comportamento incredibilmente inusuale Wolfe è costretto a risolvere l'omicidio anche in assenza di un cliente pagante. Wolfe attira in trappola l'omicida con uno stratagemma. Gran parte del divertimento di questa storia viene dagli insulti e dalle schermaglie scambiate fra loro da tre invitate alla festa. Un lavoro leggero ma divertente, con poca deduzione e detection."
"Alcune delle storie in And Four To Go hanno dei pregi. [...] Christmas Party ha alcune buone idee nella sezione d'apertura, specialmente con riferimento alla relazione tra Archie e Wolfe. Ma gli elementi del successivo mistero diventano di routine."

## Opere derivate
Il racconto è stato adattato come seconda parte dell'episodio Nero Wolfe: delitti d'amore, facente parte della serie televisiva Nero Wolfe prodotta dall'emittente televisiva A&E Network, trasmesso per la prima volta il 1º luglio 2001, con Maury Chaykin nel ruolo di Nero Wolfe.

## Edizioni
- Rex Stout, Buon anno con Nero Wolfe, traduzione di Hilia Brinis, collana Supergiallo Mondadori (n. 24), Arnoldo Mondadori Editore, 2002,  p. 333, ISSN 1123-0797 (WC · ACNP).
- Rex Stout, Festa di Natale, in "Delitti di Natale", traduzione di Paola Campioli, Editori Riuniti, 1983,  p. 335.